# Barbara Hulanicki

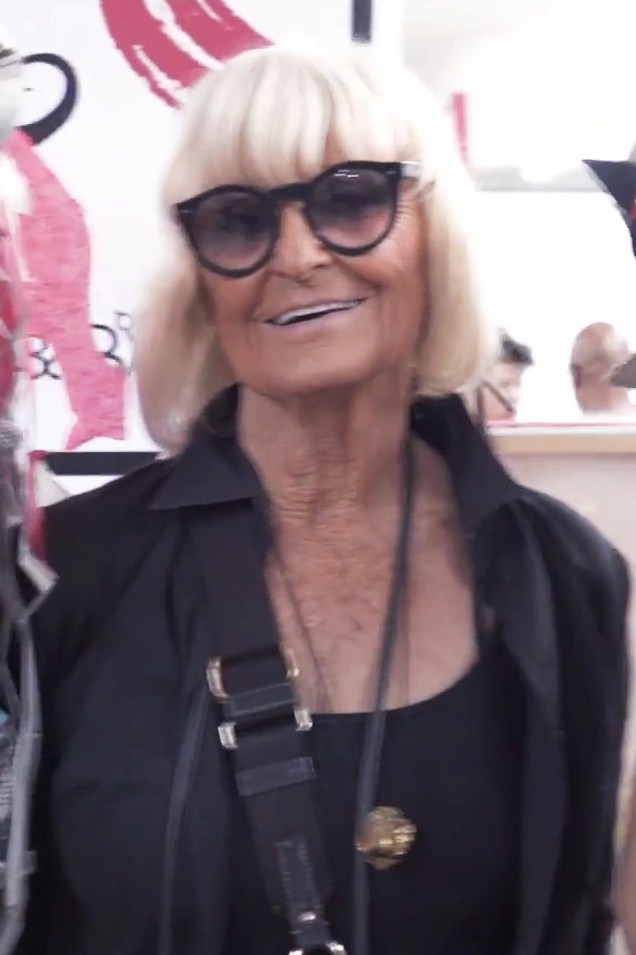
Barbara Hulanicki (2018)

Barbara Hulanicki OBE (* 8. Dezember 1936 in Warschau) ist eine englische Modedesignerin und Gründerin der Swinging-Sixties-Modemarke Biba.

## Leben
Barbara Hulanicki zog als Kleinkind mit ihrer Familie nach Palästina, wo ihr Vater Witold Hulanicki als polnischer Diplomat arbeitete. Er wurde am 26. Februar 1948 in Sheikh Badr bei Jerusalem von Mitgliedern der radikal-zionistischen Lechi ermordet. Die Mutter zog daraufhin mit den drei Töchtern nach Brighton in Südengland. Barbara Hulanicki studierte 1954 bis 1956 an der Brighton Art School (heute University of Brighton) und arbeitete zunächst als freischaffende Illustratorin für Zeitschriften wie Vogue, Tatler und Women’s Wear Daily.
Gemeinsam mit ihrem Ehemann Stephen Fitz-Simon (1937–1997) begannen sie ab 1963 eigene Entwürfe kostengünstig per Postversand unter dem Label „Biba’s Postal Boutique“ zu verkaufen. Ihr erster Erfolg war ein pinkes Vichy-Muster-Kleid mit großem Rückenausschnitt und dreieckigem Kopftuch im Stil von Brigitte Bardot, das rund 11.000 Mal bestellt wurde. Ein Jahr später, im September 1964, eröffnete das Paar ein kleines Modegeschäft an der Abingdon Road, nahe Kensington High Street.

There weren’t any other shops like Biba. It was a magical world with beautiful clothes, beautiful interiors and beautiful sales girls. As a teenager, I used to make my own clothes because stores either catered to adults or children. There was no outlet for teenage fashion until Barbara [Hulanicki] came along and gave us Biba. Department stores were functional with just clothing on racks – there was no music! Barbara completely changed the landscape of the high street.

„Es gab keine anderen Läden wie Biba. Es war eine magische Welt mit schönen Kleidern, schönen Räumen und schönen Verkäuferinnen. Als Teenager habe ich meine Kleider selbst genäht, denn Geschäfte waren entweder auf Erwachsene oder Kinder ausgerichtet. Es gab keine Möglichkeit, Mode für Jugendliche zu kaufen, bis Barbara [Hulanicki] auftauchte und uns Biba schenkte. Die Kaufhäuser waren funktional, nur mit Kleidung auf Gestellen – es gab keine Musik! Barbara veränderte die Landschaft der High Street vollständig.“

Der Erfolg brachte mehrere Umzüge, zuletzt 1973 in das siebenstöckige ehemalige Derry & Toms’-Kaufhaus an der Kensington High Street. Wegen finanzieller Probleme kauften Dorothy Perkins und Dennis Day 75 % des Geschäfts und die Kapitalgesellschaft Biba Ltd wurde gegründet. Schon bald darauf verließ Hulanicki das Unternehmen, das 1975 schloss. Die Marke Biba wurde von den Anteilseignern verkauft; in den folgenden Jahrzehnten wurde die Marke wiederholt neu aufgelegen, ohne Beteiligung von Hulanicki. Erst 2014 kooperierte Hulanicki als Beraterin und Designerin wieder mit der Kaufhauskette House of Fraser, Besitzerin der Biba-Marke, für eine kleine Kollektion.
Biba wurde besonders als Verkörperung der Atmosphäre der Swinging Sixties bekannt, die sie durch ihre preiswerte und jugendliche Konfektionsware mitprägte; die Ladengeschäfte zeichneten sich durch aufwendige Dekorationen im Geist von Jugendstil und Art déco aus. Sie wurden zu einem Londoner Treffpunkt für Schauspieler, Rockmusiker und Künstler wie die The Rolling Stones, David Bowie, Marianne Faithfull, Cathy McGowan und Cilla Black. Anna Wintour arbeitete als junge Frau als Verkäuferin in Biba.
1976 zogen Hulanicki und ihr Mann nach Brasilien, wo sie Modegeschäfte in Rio de Janeiro und São Paulo eröffneten. Als freie Designerin arbeitete Hulanicki unter anderem für Fiorucci und Cacharel. 1981 kehrte Hulanicki nach Großbritannien zurück und eröffnete ein Modegeschäft in Holland Park. In den Jahren 1981 bis 1987 arbeitete sie als Designerin unter anderem für Cosmopolitan, Daily Express und Evening Standard und entwickelte ihre eigene Kosmetikmarke Hulanicki Cosmetics, die sie 1987 wieder verkaufte. Seit 1987 lebt Hulanicki überwiegend im US-amerikanischen Miami und arbeitet als Innenausstatterin. Als freie Designerin kooperiert sie regelmäßig mit verschiedenen Unternehmen, beispielsweise Coccinelle, Topshop und ASDA.
Hulanicki lebt in Miami.

## Schriften
- From-A-to Biba. London 1983.
- Disgrace. London 1990.
- Seamless from Biba. A Life in Design. Bleck Spring Press, London 2012.

## Filme und Ausstellungen
- 2009: Beyond Biba. A Portrait of Barbara Hulanicki. Dokumentarfilm, Regie: Louis Price
- 2012: Biba and Beyond: Barbara Hulanicki, Brighton Museum[2]
- 2024: The Biba Story, 1964–1975, Fashion and Textile Museum, London[9]

## Auszeichnungen und Ehrungen
- Ehrendoktorwürde der Heriot-Watt University in Edinburgh
- Ehrendoktorin der University of Brighton
- 1993: Preis des American Institute of Architects
- 2011: Preis der Global Fashion Awards[10]
- 2012: Officer des Order of the British Empire[11][12]